# Júnior Urso
Júnior Urso (Taboão da Serra, 1989. március 10. –) brazil labdarúgó, az amerikai Orlando City középpályása.

## Pályafutása
Urso a brazíliai Taboão da Serra községben született.
2009-ben mutatkozott be a Santos André felnőtt keretében. 2009 és 2020 között sok klubnál szerepelt, játszott például a Palestra, az Ituano, a Paraná, az Avaí, a Coritiba, a Mineiro és a Corinthians, illetve a kínai Santung Lüneng és Kuangcsou csapatában is. 2020. január 13-án szerződést kötött az észak-amerikai első osztályban szereplő Orlando City együttesével. Először a 2020. március 1-jei, Real Salt Lake ellen 0–0-ás döntetlennel zárult mérkőzésen lépett pályára. Első gólját 2020. augusztus 29-én, az Atlanta United ellen idegenben 3–1-re megnyert találkozón szerezte meg. 2023. január 1-jén a Coritibához írt alá, majd 2023. július 19-én visszatért az amerikai Orlando City-hez.

## Statisztikák
2023. június 10. szerint
| Klub         | Szezon   | Osztály               | Bajnokság | Bajnokság | Kupa  | Kupa | Nemzetközi | Nemzetközi | Összesen | Összesen |
| Klub         | Szezon   | Osztály               | Meccs     | Gól       | Meccs | Gól  | Meccs      | Gól        | Meccs    | Gól      |
| ------------ | -------- | --------------------- | --------- | --------- | ----- | ---- | ---------- | ---------- | -------- | -------- |
| Orlando City | 2020     | MLS                   | 27        | 4         | 0     | 0    | —          | —          | 27       | 4        |
| Orlando City | 2021     | MLS                   | 31        | 4         | 0     | 0    | 1          | 0          | 32       | 4        |
| Orlando City | 2022     | MLS                   | 35        | 5         | 6     | 1    | —          | —          | 41       | 6        |
| Orlando City | Összesen | Összesen              | 93        | 13        | 6     | 1    | 1          | 0          | 100      | 14       |
| Coritiba     | 2023     | Campeonato Paranaense | 7         | 0         | 1     | 0    | —          | —          | 8        | 0        |
| Összesen     | Összesen | Összesen              | 100       | 13        | 7     | 1    | 1          | 0          | 108      | 14       |

## Sikerei, díjai
Orlando City
- US Open Cup
  - Győztes (1): 2022